# Papilio mackinnoni
Papilio mackinnoni là một loài bướm thuộc họ Bướm phượng (Papilionidae). 
Loài Papilio mackinnoni được mô tả năm 1891 bởi Sharpe. Loài bướm Papilio mackinnoni sinh sống ở Kenya, Tanzania, Malawi, Zambia, Angola, Uganda, Zaire, Nam Sudan, Cộng hòa Congo, Rwanda và Burundi.

## Phân loài
- Papilio mackinnoni mackinnoni (nam Sudan, Cộng hòa Congo, Uganda, Rwanda, Burundi, Kenya, đông bắc Tanzania)
- Papilio mackinnoni benguellae Jordan, 1908 (cao nguyên miền trung Angola)
- Papilio mackinnoni theodori Riley, 1921 (nam Zaire, tây bắc Zambia)
- Papilio mackinnoni isokae (Hancock, 1984) (đông bắc Zambia, tây Tanzania, bắc Malawi)
- Papilio mackinnoni mpwapwana Kielland, 1990 (đông Tanzania)
- Papilio mackinnoni reductofascia Kielland, 1990 (bắc Tanzania, nam Kenya)

## Hình ảnh

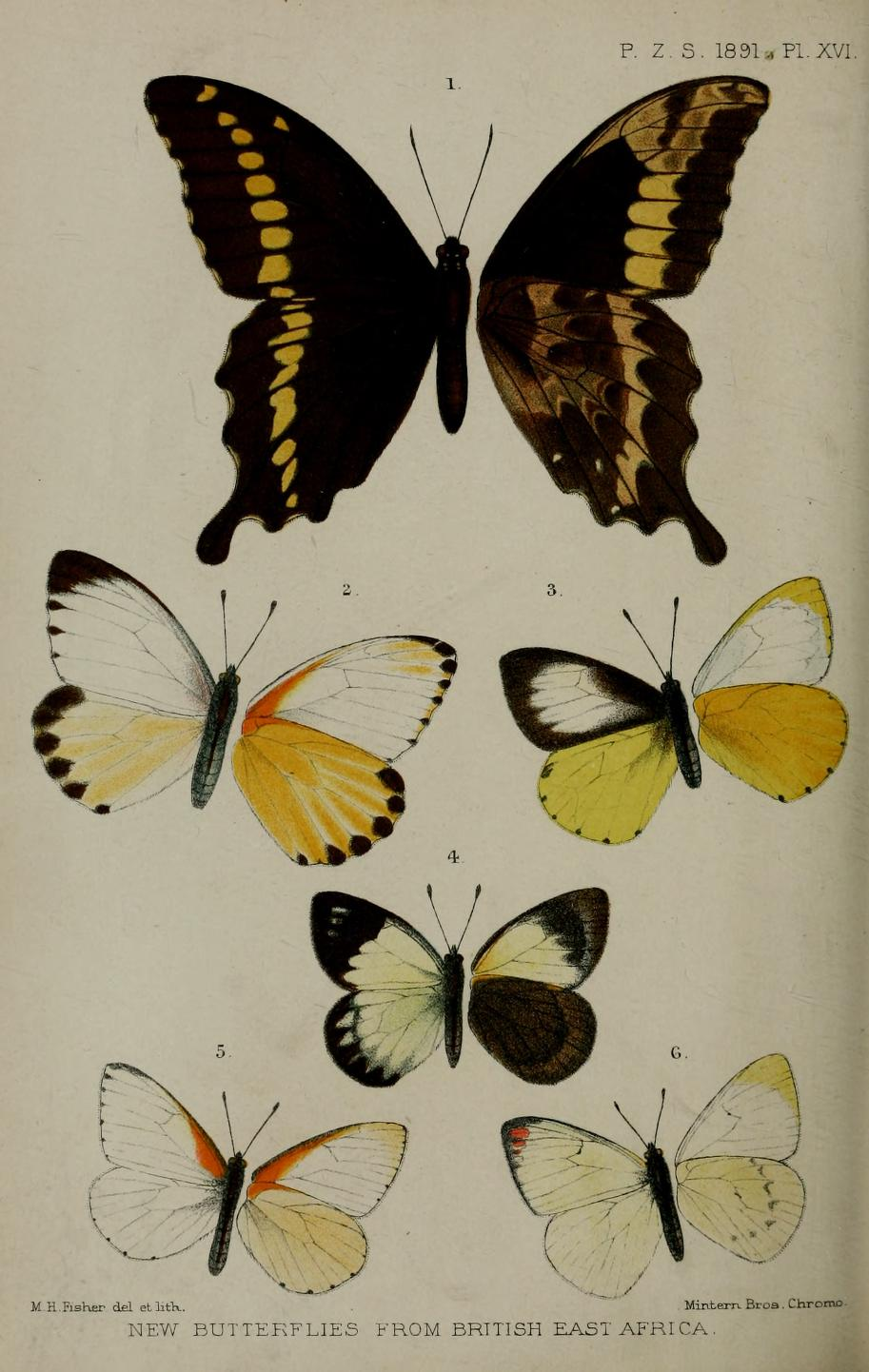
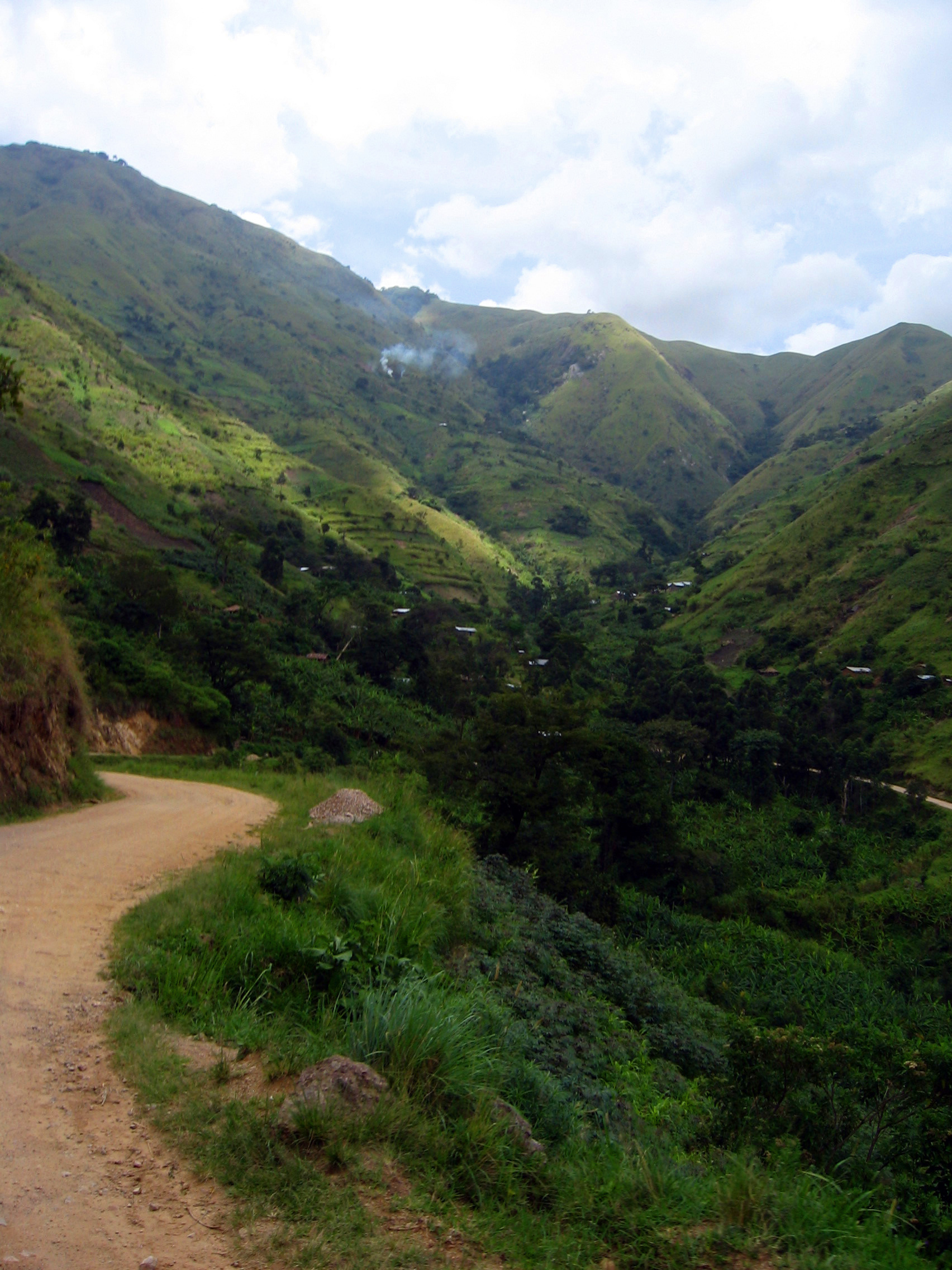